# SS Athenia
SS Athenia je bila prva britanska ladja, ki jo je na začetku druge svetovne vojne potopila nemška podmornica. Ladja je bila zgrajena leta 1923 v Govanu na Škotskem kot ladja za prevoz potnikov med Veliko Britanijo in Kanado. Najpogosteje je plula iz Glasgowa ali Liverpoola v Quebec ali Montreal.
1. septembra 1939 se je ladja odpravila na svojo zadnjo plovbo. Njen cilj je bil Montreal, vmes pa  naj bi se vstavila še v Liverpoolu in Belfastu. Na krovu je imela 1.103 civilistov od katerih je bilo 300 Američanov, ter še 315 članov posadke. Drugega septembra je zapustila Liverpool, tako da je bila na dan potopitve, 3. septembra, že kakih 97 km južno od Rockalla. Tam jo je okoli 16.30 opazila nemška podmornica U-30, ter jo začela zasledovati. Po treh urah zasledovanja se je kapitan podmornice odločil, da ladjo torpedira. Iz podmornice sta bila proti Athenii izstreljena dva torpeda od katerih je en zadel ladjo drugi pa jo je zgrešil. Po zadetku se je začela ladja hitro potapljati. Ladje, ki so bile v bližini so hitro priskočile na pomoč in začele reševati potnike in posadko potapljajoče se ladje. Ladja se je nato obdržala na vodi še polnih štirinajst ur, dokler se ni naslednjega dne ob 10.40 dokončno potopila. 
V napadu je umrlo 98 potnikov in 19 članov posadke. Zavezniki so bili nad incidentom ogorčeni. Nemci so se zavedali tega izredno neprijetnega položaja v katerem so se znašli, saj so se spomnili potopitve Lusitanie maja 1915, vendar pa kljub temu napake niso želeli priznati. Krivdo so raje zvalili kar na zaveznike in trdili, da je ladjo potopila britanska podmornica. 